# Пшичина-Гурна
Пшичина-Гурна (пол. Przyczyna Górna) — село в Польщі, у гміні Всхова Всховського повіту Любуського воєводства.
Населення — 632 особи (2011).
У 1975-1998 роках село належало до Лешненського воєводства.

## Демографія
Демографічна структура станом на 31 березня 2011 року:
|          | Загалом | Допрацездатний вік | Працездатний вік | Постпрацездатний вік |
| -------- | ------- | ------------------ | ---------------- | -------------------- |
| Чоловіки | 308     | 76                 | 205              | 27                   |
| Жінки    | 324     | 78                 | 184              | 62                   |
| Разом    | 632     | 154                | 389              | 89                   |